# 五音 (音韻)
五音和七音是等韻學中聲母相關的概念，是古人依發音部位對聲母的分類和表記方式。五音的具體所指爲：脣音、舌音、牙音、齒音和喉音。後來又細分出半舌音、半齒音兩類，合稱爲七音。

## 歷史
最早提到五音的是顧野王《玉篇》所附的「五音聲論」。最早提到七音的是沈括的《夢溪筆談》。守溫的《歸三十字母例》和宋人的「三十六字母」都利用了五音和七音的分類方式，竝依其次序排列。

## 與現代語音學的對應
| 五音   | 五音   | 三十六字母例子 | 發音部位      | 發音方法     |
| ------ | ------ | -------------- | ------------- | ------------ |
| 唇音   | 重唇音 | 幫 滂 並 明    | 雙唇          | 塞音・鼻音   |
| 唇音   | 輕唇音 | 非 敷 奉 微    | 雙唇音·唇齒音 | 塞音+擦音    |
| 舌音   | 舌頭音 | 端 透 定 泥    | 舌尖音        | 塞音・鼻音   |
| 舌音   | 舌上音 | 知 徹 澄 娘    | 舌面前音      | 塞音・鼻音   |
| 半舌音 | 半舌音 | 來             | 舌尖中        | 邊音         |
| 齒音   | 齒頭音 | 精 清 從 心 邪 | 舌尖音        | 擦音・塞擦音 |
| 齒音   | 正齒音 | 照 穿 牀 審 禪 | 舌面前音      | 擦音・塞擦音 |
| 半齒音 | 半齒音 | 日             | 舌面前        | 鼻音+擦音    |
| 牙音   | 牙音   | 見 溪 群 疑    | 舌根音        | 塞音・鼻音   |
| 喉音   | 喉音   | 喻             | -             | 半元音       |
| 喉音   | 喉音   | 曉 匣          | 喉音          | 擦音         |
| 喉音   | 喉音   | 影             | 零声母        | -            |

## 參看
- 清濁
- 三十六字母
- 漢語音節結構
- 等韻學
- 等韻圖
- 聲母